# Advanced Public Transportation Systems

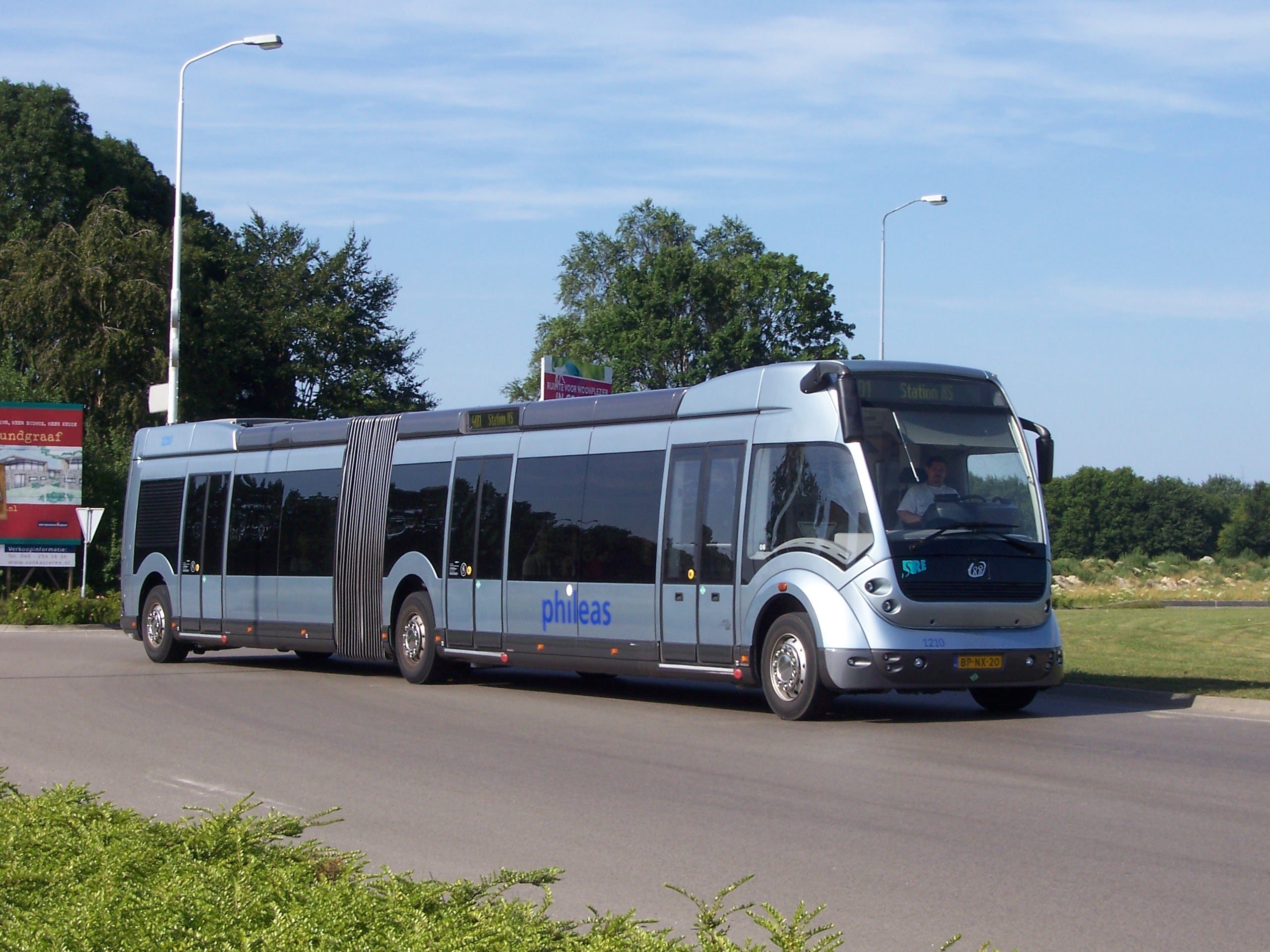
Autobus

Advanced Public Transport Systems o in sigla APTS (in italiano: Sistema di trasporto pubblico avanzato) sono quei sistemi e tecnologie che aiutano a migliorare i servizi di trasporto, usando sistemi di navigazione satellitare (GPS, GLONASS, Galileo), sistemi di comunicazione senza fili, e altri dispositivi, affinché i passeggeri siano capaci di ottenere più informazioni sulle tempistiche per esempio di autobus e servizi di carpooling, dove si trova il veicolo lungo il tracciato e acquistare elettronicamente un biglietto singolo o una tessera per il viaggio.
Gli operatori e gli amministratori di questi sistemi riceveranno una miglior qualità dell'informazione su chi sta usando i servizi, in quali archi temporali e in quali modalità.